# Adrian Zaugg
Adrian Zaugg (Singapura, 4 de novembro de 1986) é um automobilista sul-africano.

## Carreira naGP2 Series
| Temporada | Equipe              | No. | Corridas | Poles | Vitórias | Pontos | Posição final |
| --------- | ------------------- | --- | -------- | ----- | -------- | ------ | ------------- |
| 2007      | Arden International | 08  | 2        | 0     | 0        | 3      | 8º*           |

*Temporada em progresso.